# Martin Herrmann (Architekt)

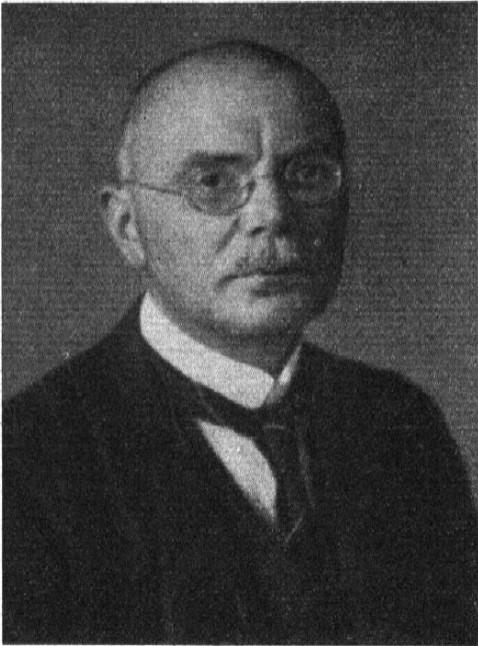
Ministerialdirektor Martin Herrmann

Richard Martin Herrmann (* 20. Juni 1871 in Leipzig; † 18. September 1926 in Berlin) war ein deutscher Architekt, Baubeamter und Hochschullehrer.

## Leben
Martin Herrmann war ein Sohn des Leipziger Unternehmers Ernst Wilhelm Herrmann und dessen Ehefrau Sidonie Luise Herrmann geb. Senke. Nach dem Besuch der Bürgerschule und des Realgymnasiums in Leipzig studierte er ab 1890 an der Technischen Hochschule Dresden und nach drei Semestern an der Technischen Hochschule (Berlin-)Charlottenburg. 1894 bestand er das erste Staatsexamen mit Auszeichnung und erhielt ein Reisestipendium und die Silberne Staatsmedaille. Im Schinkelwettbewerb des Architektenvereins zu Berlin erhielt er 1897 die Schinkelmedaille. Im selben Jahr bestand er das zweite Staatsexamen mit Auszeichnung und begann als Regierungsbaumeister (Assessor in der öffentlichen Bauverwaltung) im technischen Büro des preußischen Ministeriums der öffentlichen Arbeiten in der Eisenbahnabteilung. Im Sommer 1900 unternahm er dann eine mehrmonatige Studienreise über Franken und die Schweiz nach Italien bis nach Neapel und Sizilien. Anschließend begann er eine praktische Tätigkeit beim Neubau des Empfangsgebäudes am Emdener Außenhafen. Es folgten drei Jahre bei der Eisenbahndirektion Mainz, dort war er beteiligt am Bau der Empfangsgebäude in Bad Münster am Stein, Lengfeld, Griesheim, Zeil am Main, Kirchbrombach und Worms. Im Sommer 1904 kam er dann wieder nach Berlin ins technische Büro des Ministeriums der öffentlichen Arbeiten und wurde im September zum Landbauinspektor ernannt. 1908 wechselte er als technischer Mitarbeiter ins Reichsamt des Innern und wurde zum kaiserlichen Regierungs- und Baurat ernannt. 1915 bekam der den Charakter eines Geheimen Baurats verliehen. 1916 ging er als Leiter des Hochbauamts nach Warschau. 1920 wurde er technischer Ministerialrat im Reichsschatzministerium und 1922 Ministerialdirektor im Hochbauamt des Finanzministeriums.
Neben diesen Aufgaben unterrichtete er ab 1916 als Privatdozent für Architektur an der Technischen Hochschule Charlottenburg, ab 1923 als Honorarprofessor.
Martin Herrmann heiratete 1904 in Berlin Lina Stellenberg.

## Entwürfe und Bauten
Herrmann beteiligte sich regelmäßig an den Monatskonkurrenzen des Architektenvereins zu Berlin (AVB) und nahm an mehreren Architekturwettbewerben teil:
- 1895: Wettbewerbsentwurf für den Bau einer evangelischen Kirche in Cannstatt (zusammen mit Architekt Ernst Brand; zum Ankauf empfohlen[2])
- 1900: Entwurf zu einem Kreiskrankenhaus für den Kreis Osthavelland in Nauen (Monatskonkurrenz des AVB)[3]
- 1908: Entwurf zu einem Torbau in (Berlin-)Steglitz (Monatskonkurrenz des AVB)[4]
- 1908: Wettbewerbsentwurf für die Fassaden des Realgymnasiums in (Berlin-)Steglitz (zum Ankauf empfohlen[5])

Bauten, an denen er beteiligt war:
- 1901–1903: Empfangsgebäude des Wormser Hauptbahnhofs (Entwurfsbearbeitung und Bauleitung)
- 1903: Physikalisches Institut der Universität Breslau (zeitweise örtliche Bauleitung)[6]
- 1912–1916: Gartenvorstadt Marienbrunn in Leipzig (Mitarbeit)[7]

## Schriften
- Das neue Empfangsgebäude auf Bahnhof Worms. In: Zeitschrift für Bauwesen. Nr. 1, 1906, Sp. 1–10 (zlb.de).

## Ehrungen
- 1910: Fürstlich Reußisches Ehrenkreuz III. Klasse mit der Krone[8]
- 1912: preußischer Roter Adlerorden IV. Klasse[9]